# Kuzmenkî, Komsomolsk
Kuzmenkî (în ucraineană Кузьменки) este un sat în comuna Dmîtrivka din orașul regional Komsomolsk, regiunea Poltava, Ucraina.

## Demografie
Componența lingvistică a localității Kuzmenkî
     Ucraineană (93,33%)
     Rusă (6,67%)
Conform recensământului din 2001, majoritatea populației localității Kuzmenkî era vorbitoare de ucraineană (93,33%), existând în minoritate și vorbitori de rusă (6,67%).